# 정재석
정재석(丁渽錫, 1930년 5월 5일~)은 대한민국의 정치인이다. 본관은 창원(昌原)이다. 일제 시대 당시의 전북 장수 생으로 건설부 차관·경제기획원 차관·상공부 장관·교통부 장관·경제기획원 장관·임시 국무총리 권한대행 등을 지냈다.

## 주요 이력

### 경력
- 제6대 건설부 차관
- 제10대 경제기획원 차관
- 제27대 상공부 장관
- 부총리 겸 제27대 경제기획원 장관
- 신한국당 당무위원

### 학력
- 서울대학교 법과대학 법학과 학사
- 서울대학교 대학원 법학과 법학석사